# Pieces of a Dream (Anastacia)
Pieces of a Dream is een lied van de Amerikaanse zangeres Anastacia uit 2005. Het verscheen dat jaar als nieuw nummer op haar gelijknamige verzamelalbum, waarvan het de tweede single was.
Het nummer wist in de Verenigde Staten geen hitlijsten te behalen, maar werd wel een bescheiden succes in Europa. In de Nederlandse Top 40 behaalde het de achtste positie, en in Vlaanderen bereikte het de eerste positie in de Tipparade. Eind 2008 stond de single op nummer 1 in Spanje.

## Hitnoteringen

### Nederlandse Top 40
| Positie: | 30 | 18 | 14 | 13 | 10 | 8 | 10 | 17 | 23 | 24 | 24 | 39 | 39 | uit |

### NederlandseSingle Top 100
| Positie: | 55 | 38 | 40 | 50 | 55 | 62 | 59 | 69 | 71 | 81 | uit |